# Elasmoterium
Elasmoterium (Elasmotherium) – wymarły rodzaj ssaków z rodziny nosorożcowatych (Rhinocerotidae), żył od 2,6 mln – 40 tys. lat temu.
Etymologia: gr. ελασμος elasmos ‘płyta’; θηριον thērion ‘dzike zwierzę’, od θηρ thēr, θηρος thēros ‘zwierzę’.
Elasmoterium był olbrzymim nosorożcem wysokim na około 2,5 metra i długim na 5 metrów. Jego masa dochodziła do 4,5 ton. Posiadał pojedynczy, metrowy róg na przodzie czaszki. Jego nogi były o wiele dłuższe niż u innych gatunków nosorożców, i pomimo jego masy pozwalały mu galopować z dość dużą prędkością. Zęby były przystosowane do spożywania nisko rosnącej roślinności. Nie miał siekaczy i kłów. Dobrze znosił chłody.

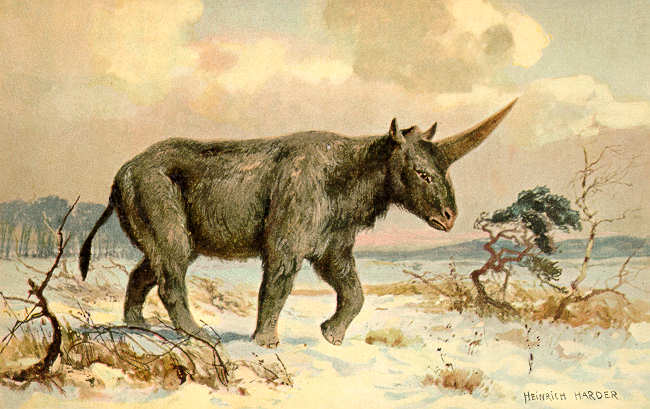
Elasmotherium – obraz Heinricha Hardera

Elasmoterium żył u schyłku pliocenu i w plejstocenie na terenach obecnej południowej Rosji, Ukrainy i Mołdawii. W Azji Centralnej stwierdzono jego obecność w późnym plejstocenie. 
Do rodzaju należały następujące gatunki:
- Elasmotherium caucasicum Borissiak, 1914
- Elasmotherium peii Zhou, 1958
- Elasmotherium primigenium Sun, Deng & Jiangzuo, 2022
- Elasmotherium sibiricum J.G. Fischer, 1808